# Moravská Třebová (nádraží)
Moravská Třebová je dopravna D3 v severní části města Moravská Třebová v okrese Svitavy v Pardubickém kraji nedaleko řeky Třebůvky. Leží na neelektrizované jednokolejné železniční trati Prostějov–Chornice. Přibližně 300 metrů od stanice jižně je umístěno městské autobusové nádraží.

## Historie
Stanice byla vybudována jakožto součást trati společnosti Moravská západní dráha (MWB) spojující Třebovici v Čechách, kde se trať napojovala na existující železnici do Ostravy a Krakova, a Prostějov s možnými směry jízdy na Brno, či na Olomouc. Nádraží bylo vystavěno dle typizovaného stavebního vzoru. Pravidelný provoz mezi Prostějovem a Třebovicí byl zahájen 1. září 1889.
Trať včetně stanice v Moravské Třebové byla zestátněna až roku 1945, Československé státní dráhy zde však již od roku 1921 zajišťovaly provoz.

## Popis
Nachází se zde tři nekrytá hranová nástupiště, k příchodu k vlakům slouží přechody přes koleje. V roce 2018 prošla stanice rekonstrukcí.